# Daniela Samulski
Daniela Samulski (Berlin, 1984. május 31. – 2018. május 22.) Európa-bajnok német úszó.

## Pályafutása
Részt vett a 2000-es sydney-i és a 2008-as pekingi olimpián. 2000-ben kettő, 2008-ban három versenyszámban indult. Legjobb eredményét a 2000-es olimpián a 4x100 gyors váltóban érte el, amikor negyedik lett a csapattal és az egyik előfutamban versenyzett. Világbajnokságokon két ezüst- és egy bronzérmet szerzett. Európa-bajnokságokon két arany, két ezüst- és egy bronzérmet nyert. Rövid pályás Európa-bajnokságokon egy arany, három ezüst- és öt bronzérmet szerzett.
2009. június 26 és július 29 között az 50 méteres hátúszás világcsúcstartója volt 27,61 (Berlin) és 27,39 (Róma) eredménnyel. 2011 elején vonult vissza az aktív versenyzéstől.
2018. május 22-én rákban hunyt el.

## Sikerei, díjai
- Világbajnokság
  - ezüstérmes (2): 2009 (50 m hát és 4 × 100 m gyors váltó)
  - bronzérmes: 2009 (4 × 100 m vegyes váltó)
- Európa-bajnokság
  - aranyérmes (2): 2006 (4 × 200 m gyors váltó), 2010 (4 × 100 m gyors váltó)
  - ezüstérmes (2): 2002 (50 m pillangó), 2010 (50 m hát)
  - bronzérmes: 2010 (4 × 100 m vegyes váltó)
- Európa-bajnokság (rövid pályás)
  - aranyérmes: 2006 (4 × 50 m vegyes váltó)
  - ezüstérmes (3): 2000 (4 × 50 m vegyes váltó), 2005 (4 × 50 m vegyes váltó), 2008 (4 × 50 m vegyes váltó)
  - bronzérmes (5): 2000 (50 m hát és 4 × 50 m gyors váltó), 2005 (4 × 50 m gyors váltó), 2006 (4 × 50 m gyors váltó), 2009 (4 × 50 m gyors váltó)